# Karl Stoiber
Karl Stoiber (* 13. September 1907 in Wien-Floridsdorf; † 12. Dezember 1994 in Stockerau) war ein österreichischer Fußball-Nationalspieler. Der Mittelstürmer konnte in seiner Karriere sieben Meistertitel mit seinem Stammverein Admira Wien gewinnen.

## Karriere
Karl Stoiber begann seine Fußballerkarriere 1923 bei der Admira in Jedlesee, wo er die nächsten beiden Jahrzehnte seines Lebens verbrachtet. Als Mittelstürmer war er in dieser Zeit maßgeblich an den Erfolgen der Schwarz-Weißen beteiligt und glänzte vor allem als Passgeber für seine Verbinder, zur Rechten Johann Klima sowie später Wilhelm Hahnemann, zur Linken Toni Schall. In die Stammelf der Admiraner konnte er sich 1926/27 spielen und gewann prompt seine erste Meisterschaft. Ein Jahr später wurde er mit den Jedleseern sogar Double-Sieger. Bis zu seinem vorläufigen Abgang von der Admira konnte er allein mit der Mannschaft zwei weitere Mal das Double gewinnen. Der größte internationale Erfolg mit seinem Verein gelang Karl Stoiber mit dem Einzug ins Mitropacupfinale 1934, wo er zwar einen Treffer erzielen konnte, mit seiner Mannschaft Bologna jedoch mit einem Gesamtscore von 4:6 unterlag. In der Nationalmannschaft kam der Stürmer derweilen nur unregelmäßig zu Einsätzen, auf seiner Position musste er unter anderem mit Matthias Sindelar und Friedrich Gschweidl konkurrieren.
Sein Debüt in der Nationalmannschaft hatte Karl Stoiber am 1. April 1928 gegen die Tschechoslowakei gegeben, sein erstes Tor schoss er beim 3:1-Sieg Österreichs über die Schweiz am 27. Oktober 1929 in Bern. Auch zur Zeit des Wunderteams kam Karl Stoiber zu einem Einsatz im Teamdress. Nach der Annexion Österreichs durch das Deutsche Reich am 12. März 1938 und dem damit verbundenen Absturz der Admira entschloss sich Karl Stoiber 1941 zu einem Wechsel zum Wiener AC. Mit den Athletikern konnte er sich in dieser Zeit zwar im Gegensatz zur Admira im Tabellenmittelfeld halten, kehrte allerdings nach Kriegsende zu seinem Stammverein zurück und absolvierte für die Jedleseer seine letzten Erstliga-Spiele in seiner Fußballkarriere. Anschließend war der Mittelstürmer allerdings noch weitere Jahre bei unterklassigen Vereinen im Raum Floridsdorf aktiv.
Karl Stoiber verstarb 1994 und wurde am 20. Dezember 1994 am Stammersdorfer Zentralfriedhof bestattet.

## Stationen
- SK Admira Wien (1923–1941, 1946)
- Wiener AC (1941–1945)
- Austria Jedlesse (1946)
- Donaufeld (1946–1947)
- SC Shell (1947–1948, 1948–1951)
- 1. Floridsdorfer SC (1948)
- SC Konsum (1951)

## Erfolge
- 1 × Mitropapokalfinale: 1934
- 7 × Österreichischer Meister: 1927, 1928, 1932, 1934, 1936, 1937, 1939
- 4 × Österreichischer Vizemeister: 1929, 1930, 1931, 1935
- 1 × Deutscher Vizemeister: 1939
- 3 × Österreichischer Cupsieger: 1928, 1932, 1934
- 6 Spiele und 2 Tore für die österreichische Fußballnationalmannschaft von 1928 bis 1936